# پژا استوجکوویچ
پژا استوجکوویچ (سیریلیک صربی: Предраг Стојаковић؛ زاده ۹ ژوئن ۱۹۷۷) یک بازیکن بسکتبال اهل صربستان است.